# Universitat pontifícia
Universitat Pontifícia és el títol que reben algunes universitats catòliques i totes les universitats eclesiàstiques. És una categoria que només pot atorgar la Santa Seu.

## Significat
La Santa Seu pot concedir el títol honorífic de Pontifícia a una universitat catòlica com a signe d'un vincle més estret amb l'Església Catòlica. Aquest títol generalment es rep per la tradició acadèmica i la tasca que duu a terme la institució. Tenen el títol totes les universitats eclesiàstiques i moltes de les universitats catòliques més antigues.
En el moment de rebre el títol les universitats es comprometen a vetllar per mantenir com un tret de la seva identitat la seva identitat i testimoni catòlics, a més de les seves qualitats particulars segons va deixar escrit Joan Pau II el 1979. El funcionament d'una universitat pontifícia depèn de si és una universitat catòlica o una universitat eclesiàstica, però en qualsevol cas totes tenen una dependència directa de la Santa Seu.
Des del 19 de setembre del 2003 la Santa Seu va passar a prendre part al debat sobre el Procés de Bolonya perquè els estudis de les seves universitats es poguessin convalidar amb els de les altres institucions acadèmiques europees. Benet XVI va crear l'anomenada Agència de la Santa Seu per l'Avaluació i el Foment de la Qualitat de les Universitats i Facultats eclesiàstiques (AVEPRO) amb l'objectiu de garantir que les universitats tinguin criteris de qualitat de validesa internacional.

## Llista d'universitats pontifícies
- Argentina
  - Pontifícia Universitat Catòlica Argentina
- Bèlgica
  - Université catholique de Louvain
  - Katholieke Universiteit Leuven
- Bolívia
  - Universitat Pontifícia Sant Francesc Xavier de Chuquisaca
- Brasil
  - Universitat Catòlica Pontifícia de Campinas
  - Universitat Catòlica Pontifícia de Goiás
  - Universitat Catòlica Pontifícia de Minas Gerais
  - Universitat Catòlica Pontifícia de São Paulo
  - Universitat Catòlica Pontifícia do Paraná
  - Universitat Catòlica Pontifícia do Rio de Janeiro
  - Universitat Catòlica Pontifícia do Rio Grande do Sul
- Canadà
  - Saint Paul University
- Ciutat del Vaticà, 
  - Universitat Pontifícia Lateranense
- Colòmbia
  - Pontifícia Universitat Javeriana
  - Universitat Pontifícia Bolivariana
- Equador
  - Pontificia Universidad Católica del Ecuador
- Espanya
  - Universitat Pontifícia de Comillas
  - Universitat Pontifícia de Salamanca
- Estats Units
  - Universitat Catòlica d'Amèrica
- Filipines
  - Universidad de Santo Tomás
- Itàlia
  - Universitat Pontifícia de Sant Tomàs d'Aquino
  - Universitat Pontifícia de la Santa Creu
  - Pontifícia Universitat Gregoriana
  - Ateneu Pontifici Regina Apostolorum
  - Pontificia Universidad Antonianum OFM
- Irlanda
  - Universitat Pontifícia de Maynooth
- Mèxic
  - Universitat Pontifícia de Mèxic
- Paraguai
  - Universidad Católica Nuestra Señora de la Asunción
- Perú
  - Facultat Pontifícia i Civil de Teologia de Lima
  - Pontifícia Universitat Catòlica del Perú
- Polònia
  - Acadèmia Pontifícia de Teologia de Cracòvia
  - Facultad Pontifícia de Teologia a Varsòvia
- Puerto Rico
  - Pontifícia Universitat Catòlica de Puerto Rico
- República Dominicana
  - Pontifícia Universitat Catòlica Mare i Mestra
- Xile
  - Pontificia Universidad Católica de Xile
  - Pontifícia Universitat Catòlica de Valparaíso